# مكسيم هولينكو
مكسيم هيورهيوفيتش هولينكو (بالإوكرانية:Голе́нко Макс́им Гео́ргійович) (مواليد 6 أبريل 1978، ميكولايف، أوكرانيا)، هو مخرج سينمائي ومسرحي أوكرني، ويشغل منصب المدير التنفيذي لمسرح وايلد المستقل،    والمخرج الرئيسي لمسرح أوديسا الأكاديمي الأوكراني للموسيقى والدراما الذي يحمل اسم فاسيل فاسيلكو (منذ 29 سبتمبر 2020).